# Kościół San Zaccaria w Wenecji
Kościół San Zaccaria w Wenecji (pol. kościół św. Zachariasza) – rzymskokatolicki kościół w Wenecji w dzielnicy (sestiere) Castello, w Patriarchacie Wenecji (parafia Ss. Zaccaria e Atanasio, wikariat S. Marco – Castello). 
Kościół, będący bardziej muzeum, niż świątynią, posiada renesansową fasadę. Jego architektura jest późnogotycko-wczesnorenesansowa. Wewnątrz znajduje się jedno z arcydzieł sztuki weneckiej, malowidło Giovanniego Belliniego Madonna z Dzieciątkiem i świętymi, z 1505 roku. W kaplicy św. Tarazjusza są freski artystów toskańskich, Andrei del Castagna z 1442 roku (uważane za najwcześniejsze przykłady renesansu w Wenecji) i Francesca da Faenza, poza tym trzy cenne, przypisywane Antonio Vivariniemu gotyckie poliptyki, dzięki którym zyskała ona miano „Złotej Kaplicy”.

## Historia
Pierwotny kościół został ufundowany w IX wieku przez dożów Angela Partecipazia i jego syna Giustiniana. Został on poświęcony Świętemu Zachariaszowi (ojcu Świętego Jana Chrzciciela), którego kości zostały wysłane jako prezent do Wenecji przez cesarza bizantyjskiego Leona V w czasie budowy kościoła. Ciało świętego spoczywa pod drugim ołtarzem po prawej stronie. Znajdujący się obok kościoła klasztor benedyktynek został zbudowany przypuszczalnie w tym samym czasie i był przez pewien czas jedynym klasztorem w Wenecji, a wiele jego przeorysz rekrutowało się spośród córek dożów. Sam kościół przez długi czas był pod opieką dożów, dla których stał się jednym z panteonów. Odwiedzali oni go w każdy Poniedziałek Wielkanocny, a wielu z nich zostało pochowanych w kościele w okresie od połowy IX do końca XII wieku. Pierwotna bazylika z IX wieku została przebudowana między X a XI stuleciem. W 1105 roku pierwotny kościół prawdopodobnie spłonął w pożarze, życie straciło też sto zakonnic. Odbudowano go jako założenie romańskie, trzynawowe z trzema półokrągłymi apsydami. W 1440 roku architekt Antonio Gambello podjął się przebudowy części apsydialnej kościoła (obecne kaplice św. Atanazego i św. Tarazjusza w stylu gotyku pięknego gotyku. W rzeczywistości uważa się, że budynek kościoła stał przedmiotem znacznie bardziej radykalnej przebudowy, nawiązującej do idei długiej, wąskiej nawy, zgodnej z typem budowy kościołów budowanych przez zakony żebracze w XIII wieku. Prace przy budowie nowego kościoła rozpoczęto w 1458 roku. Plan Gambella zakładał świątynię gotycką, trzynawową z transeptem, zamkniętą od przodu dużą, poligonalną apsydą z obejściem. Gambello zmarł w 1481 roku pozostawiając niedokończony kościół (rozpoczęte nawy i dolna część fasady). Prace wznowił w 1483 roku Mauro Codussi, który dał się wkrótce poznać jako jeden z głównych architektów renesansu w Wenecji. W takim też stylu kontynuował on budowę kościoła. Prezbiterium przykrył niewielką kopułą z krzyżem, nawiązującą do kopuł pobliskiej bazyliki św. Marka. Budowa kościoła została ukończona w 1486 roku, fasady – w 1490, a niewielkiej kampanili w 1500 roku. Kościół konsekrowano w 1543 roku. 

## Architektura

### Wygląd zewnętrzny
Kościół jest położony przy placu Campo S. Zaccaria. Jego architektura jest świadectwem nagłych zmian architektonicznych. Obecny, wyniosły budynek jest efektem dwóch istotnych interwencji, jednej, późnogotyckiej, zrealizowanej przed rokiem 1480 i  drugiej – zrealizowanej już według wzorców wczesnorenesansowych. Założenia pierwszego kościoła według projektu Gambella, są widoczne w kaplicy św. Tarazjusza, a zwłaszcza w jej apsydzie, w dolnej części fasady i ogólnie w tendencji do wertykalności. Na to wszystko Codussi nałożył cały ciąg projektów poziomych, zwieńczonych falistymi detalami. We wnętrzu renesansowe kolumny wspierają się na ośmiokątnych gotyckich bazach. 

#### Fasada
Fasada jest pięciokondygnacyjna, w stylu renesansowym z elementami gotyckimi w dolnej partii. Znajdujący się w niej portal jest dziełem Giovanniego Buory. Po śmierci Gambella portal został oflankowany pilastrami, ozdobionymi motywem kandelabrów. Został ukończony w 1483 roku i zwieńczony półokrągłym tympanonem, nad którym w 1580 roku ustawiono figurę św. Zachariasza dłuta Alessandra Vittorii. Sama fasada została ukończona w latach 1485–1490. Poszczególne jej kondygnacje zdobią dekoracyjne nisze, kolumny, pilastry i wysokie, renesansowe okna. Szczyt wieńczy półokrągły, bogato rzeźbiony tympanon, ozdobiony okrągłym oknem i figurami świętych. 

#### Dzwonnica
Pierwsza wieża została zburzona w XI wieku i odbudowana w XII z wykorzystaniem materiału pozostałego po poprzedniej wieży. Nowa wieża została zwieńczona hełmem w kształcie piramidy. Dzwonnica ta zawaliła się w 1510 roku i została odbudowana w obecnej formie, bez hełmu. Ma 24 m wysokości i ręcznie uruchamiane dzwony}.

### Wnętrze

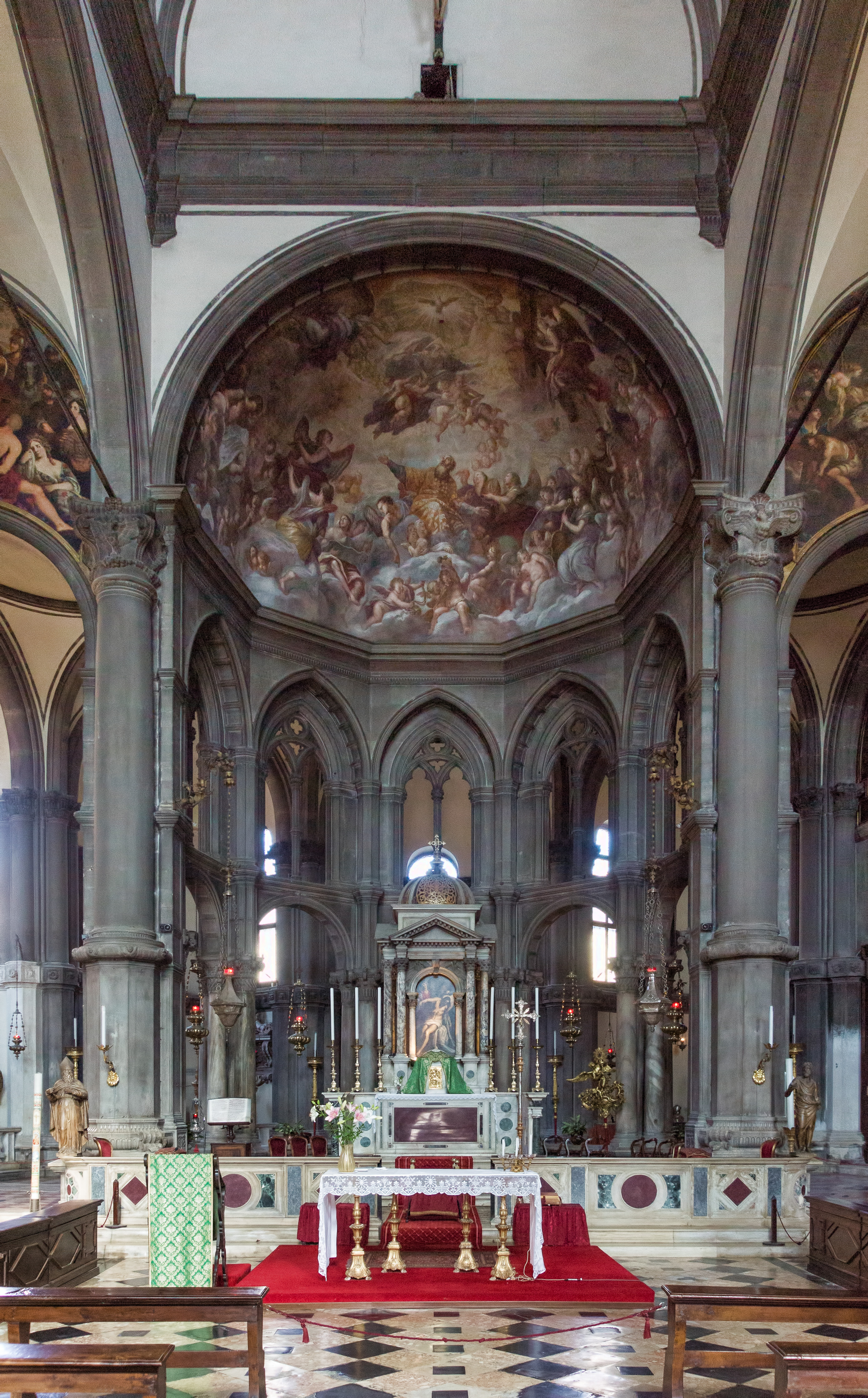
Nawa środkowa – widok na prezbiterium

Wnętrze kościoła jest trzynawowe, gotyckie, częściowo przebudowane w stylu renesansowym. Okna są gotyckie, a prezbiterium jest przykryte kopułą. Architektura wnętrza jest dziełem Gambella, zwłaszcza obejście wokół ołtarza z promieniście zbudowanymi kaplicami – założeniem, powszechnym we Francji, ale rzadkim we Włoszech, a jedynym w Wenecji. Zwykle jest niedostępne dla zwiedzających. Prezbiterium jest krótkie, a kraty, poprzez które zakonnice z klasztoru mogły brać udział w nabożeństwach, zostały przesłonięte dużymi obrazami.

#### Nawa środkowa
Nawę środkową przekrywa sklepienie krzyżowe. Ponad prezbiterium znajduje się drewniana, XIV-wieczna rzeźba Ukrzyżowanie. Marmurowa chrzcielnica po prawej stronie, przedstawiająca św. Jana Chrzciciela ((1543-47), jest dziełem Alessandra Vittorii, natomiast prawa, przedstawiająca św. Zachariasza, jest kopią dzieła tego samego artysty, które w ostatnich latach zostało skradzione.

#### Nawa boczna prawa
Przy ścianie fasady stoi drewniana, XIV-wieczna rzeźba przedstawiająca Chrystusa. W pierwszym ołtarzu znajduje się obraz Madonna z Dzieciątkiem Palmy młodszego, a w drugim – Święty Zachariasz w glorii, również tego samego malarza. Kolejnym obrazem jest Hold pasterzy pędzla Antonia Balestry.
W prawej nawie znajdują się trzy kaplice i krypta.

##### Kaplica św. Atanazego
Pierwszą jest kaplica św. Atanazego, która pierwotnie była nawą, a następnie prawą nawą starego kościoła, przebudowaną dla zakonnic w połowie XV wieku, a około 1595 roku przekształconą w kaplicę, do której wstawiono inkrustowane stalle (dzieło Francesca i Marca Cozzich). Nad drzwiami kaplicy znajduje się obraz Tobiasz uzdrawia ojca, pędzla Bernarda Strozziego. W samej kaplicy znajduje się obraz ołtarzowy pędzla Jacopa Tintoretta przedstawiający Narodziny św. Jana Chrzciciela lub Narodzenie Najświętszej Maryi Panny. Starzec przy prawej krawędzi to przypuszczalnie św. Zachariasz. Obraz umieszczony jest nad ołtarzem, zaprojektowanym przez Alessandra Vittorię. Po prawej stronie ołtarza jest obraz Ucieczka do Egiptu, pędzla Domenica Tintoretta. Obraz Ukrzyżowanie nad drzwiami wejściowymi jest przypisywany Antoonowi van Dyckowi. Na ścianach kaplicy wiszą poza tym: Ucieczka do Egiptu Giovanniego Battisty Tiepola oraz Zaśnięcie i Złożenie Dziewicy do grobu, oba pędzla Leandra Bassana, Dawid Zwycięzca Palmy młodszego oraz Madonna z Dzieciątkiem i świętymi, przypisywany Palmie starszemu. 
Przejście prowadzi do kaplicy Matki Boskiej Bolesnej, a następnie do kaplicy św. Tarazjusza.

##### Kaplica św. Tarazjusza

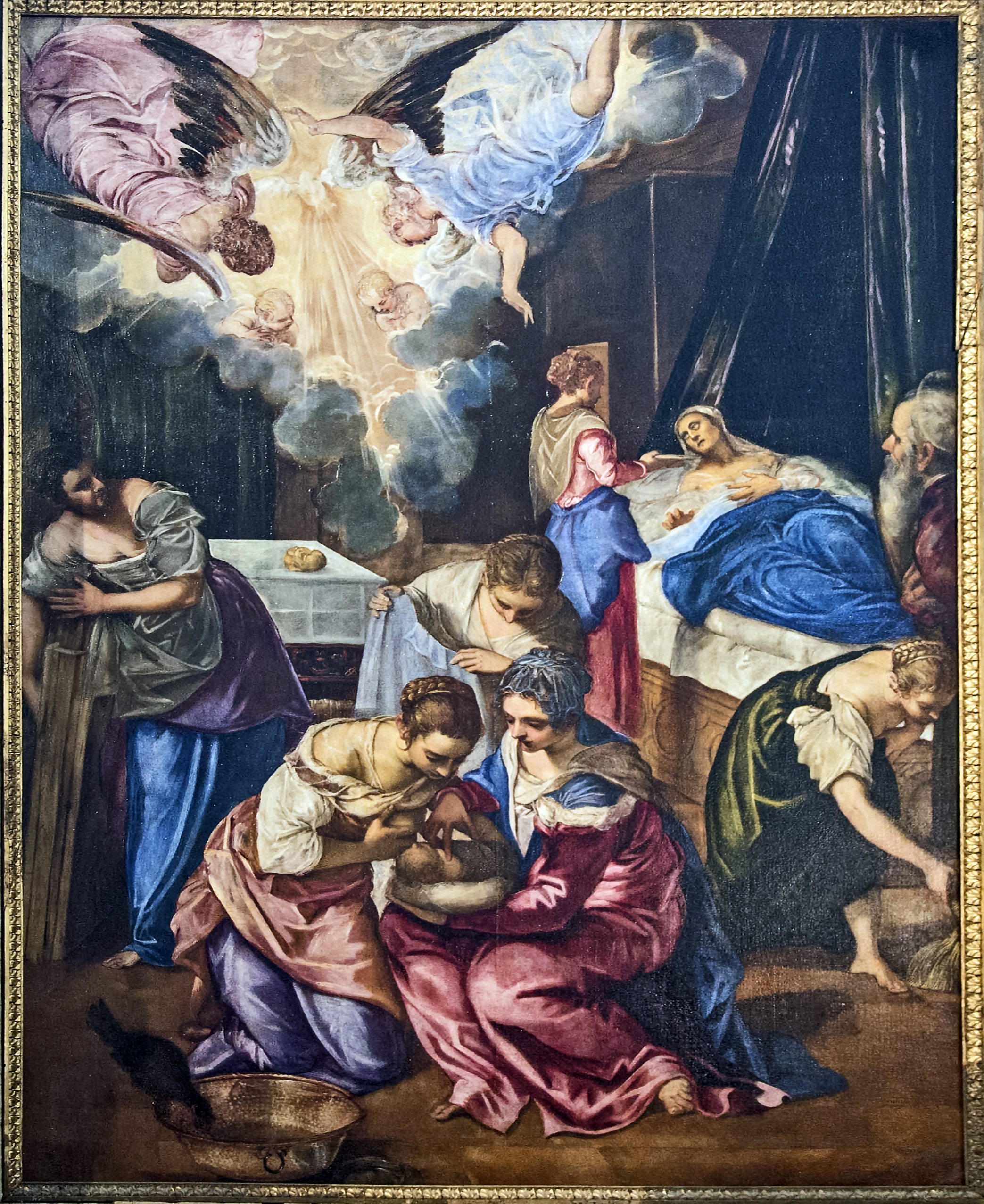
Jacopo Tintoretto, Narodziny św. Jana Chrzciciela

Kaplica św. Tarazjusza stanowiła prezbiterium dawnego kościoła gotyckiego. Jej wieloboczna apsyda została przepruta siedmioma wysokimi oknami. Kaplica została zbudowana jako miejsce przechowywania relikwii zakonnych, w tym szczątek świętych Zachariasza i Tarazjusza, a po późniejszej rozbudowie stała się prywatną kaplicą zakonnic. Widoczne są w niej fragmenty płytek posadzki kościoła z IX i XII wieku. Na sklepieniu kaplicy znajduje się kilka imponujących fresków z 1442 roku, namalowanych przez Andreę del Castagno, który przyniósł florencki renesans do Wenecji. Są to najwcześniejsze prace tego artysty, noszące jako jedyne jego podpis (Andreas de Florentia). W kaplicy znajdują się także trzy dobrze zachowane późnogotyckie złocone poliptyki Antonia Vivariniego i jego szwagra Giovanniego d'Alemagna. Trzy centralne panele poziomu głównego ołtarza (Święci Błażej i Marcin oraz Madonna z Dzieciątkiem pośrodku) są podpisane Stefano di Sant'Agnese i opatrzone datą 1385; pochodzą one z innego dzieła i wstawione w 1839 roku w miejsce relikwiarza. Flankujące je postacie świętych Marka i Elżbiety, autorstwa Giovanniego i Antonia Vivarinich. Odkryta niedawno i odrestaurowana predella znajduje się przed ołtarzem, którego autorstwo jest przypisywane Paolo Veneziano. Romańska krypta z kolumnadą stanowi kolejny relikt starszego kościoła. Znajduje się w niej osiem grobowców wczesnych dożów.

#### Nawa boczna lewa

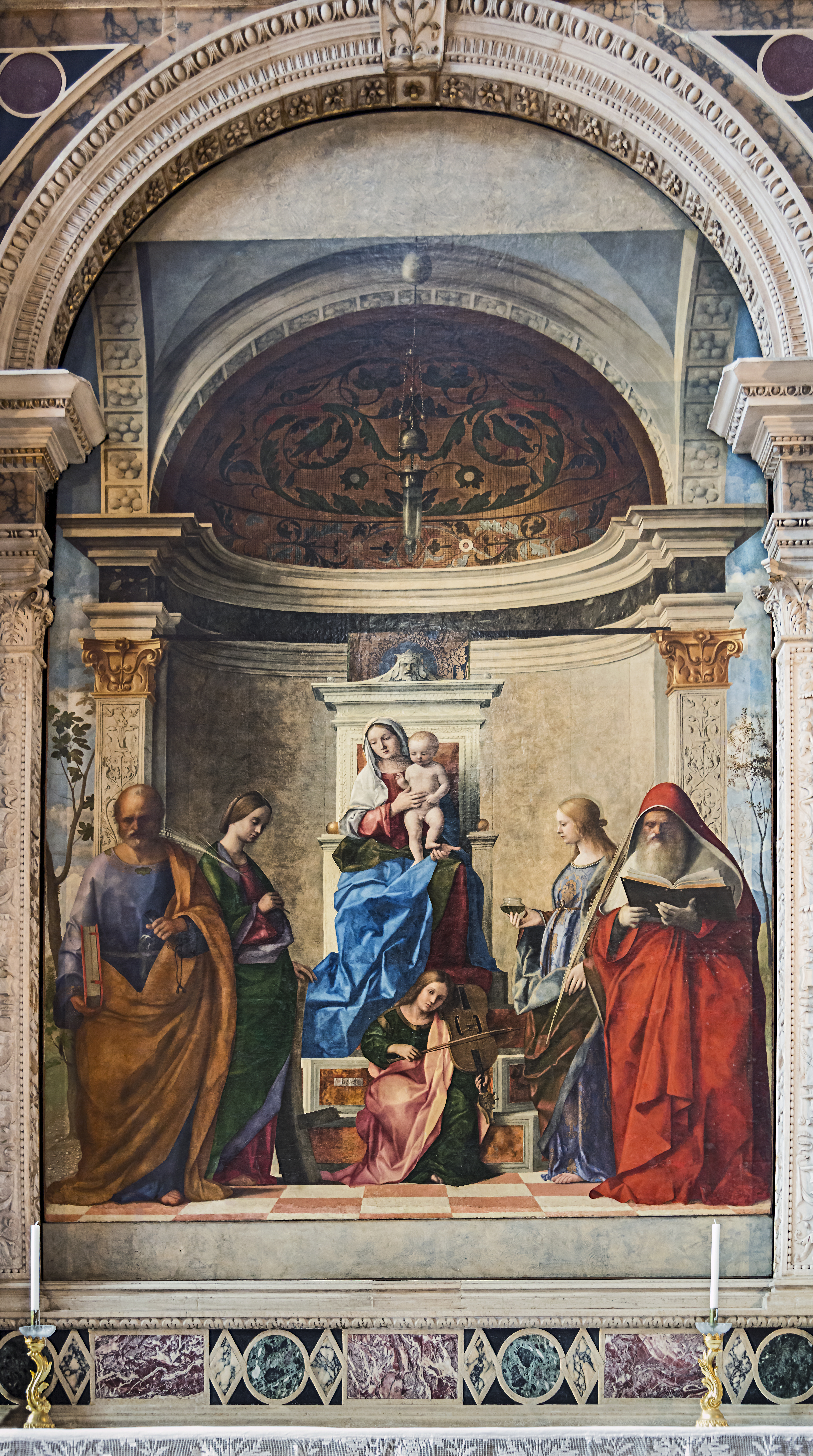
Giovanni Bellini, Madonna z Dzieciątkiem i świętymi

W nawie lewej znajduje się grobowiec  Alessandra Vittorii, rozpoczęty przez artystę w 1568 roku, został po jego śmierci w 1608 roku ukończony przez jego szwagra, Lorenza Rubiniego. Ma on kształt pulpitu, pośrodku którego stoi popiersie-autoportret Vittorii, otoczone przez alegoryczne figury Trzech Sztuk oraz dwa putta.
W pierwszym ołtarzu znajduje się obraz Cud świętych Kosmy i Damiana, dzieło Giuseppe Porty, zwanego Salviatino. 
Drugi ołtarz wypełnia ogromny obraz Madonny z Dzieciątkiem i świętymi, pędzla Giovanniego Belliniego. Jest on najsłynniejszym dziełem sztuki w kościele i należy on do najlepszych prac tego artysty. Został namalowany w 1505 roku, kiedy miał on około 74 lat; w tym samym roku bawiący z wizytą w Wenecji Albrecht Dürer scharakteryzował Belliniego jako „bardzo starego i ciągle najlepszego w malowaniu”. Obraz został namalowany jako kontynuacja otaczającej go architektury i wydaje się być świetlistym oknem prowadzącym do innego świata. Został zajęty i wywieziony przez Napoleona do Paryża w 1797 roku, gdzie był przetrzymywany przez blisko dwadzieścia lat, zanim powrócił w roku 1815, po kongresie wiedeńskim. W tym czasie został przeniesiony z panelu na płótno. 
Z lewej strony ołtarza znajduje się obraz Zaślubiny Marii z około 1600 roku, pędzla Antonia Vassilacchi, zwanego Aliense, a po drugiej stronie – Nawiedzenie św. Elżbiety przez Maryję z 1732 roku, namalowany przez Angela Trevisaniego.